# Deési Jenő
Deési Jenő, Deésy (Dés/Kolozsvár, 1889. augusztus 29. – Szatmárnémeti, 1967. július 18./július 20.) színész.

## Életpályája
Rákosi Szidi színiiskolájában tanult. Színészi pályáját 1909-ben kezdte és különböző társulatokkal bejárta egész Erdélyt. 1912-től a budapesti Új Színpad, Székesfehérvár, Szatmárnémeti következett. 1917-ben hadifogolyként részt vett a tomszki tábori színház irányításában. A két világháború közötti időszakban rendszeresen vállalt rendezéseket is. 1941–1942 között a Kolozsvári Nemzeti Színház rendezője volt. 1945 után drámai szerepekben aratott nagy sikert. 1952-ben, Nagybányán egy végzős évfolyam fiatal színészeivel színházat alapított, s velük később Szatmárnémetiben játszott.
Színészpályája során szinte mindent eljátszott, a könnyű operettektől a súlyos tragédiák hősi szerepein át a mai realista drámák egyszerű munkásemberéig.

## Színházi szerepei
- Lucia Demetrius: Mai emberek – Cotoroiu
- Szigligeti Ede: Liliomfi – Szilvai Tódor
- Mihail Sebastian: Névtelen csillag – Állomásfőnök
- Alekszej Nyikolajevics Arbuzov: Tánya – Vásin
- Victor Hugo: Ruy Blas – Don Guritan
- Alekszandr Nyikolajevics Afinogenov: Kisunokám – Okajomov
- Eugen Naum: A főnök előléptetése – Vasile Bircă
- Karinthy Frigyes–Majoros István: A nagy ékszerész – Gyáros
- Móricz Zsigmond: Nem élhetek muzsikaszó nélkül – Lajos bácsi
- William Shakespeare: Rómeó és Júlia – Lőrincz barát
- Földes Mária: Hétköznapok – Keresztesi Bálint
- Leonyid Rahmanov: Viharos alkonyat – Polezsájev Dimitrij Illarionovics
- Alfred Gehry: Hatodik emelet – Hochepot
- Molière: Don Juan – Don Louis
- Vörösmarty Mihály: Csongor és Tünde – Kalmár
- Vlagyimir Dihovicsnij: Nászutazás – Szinyikov
- William Shakespeare: Hamlet – Polonius
- Valentyin Petrovics Katajev: Bolondos vasárnap – Dudkin
- Gábor Andor: Dollárpapa – Koltay János
- Ben Jonson: Volpone, avagy a pénz komédiája – Bíró
- Viktor Szergejevics Rozov: Szállnak a darvak – Fjodor Ivanovics Borozdin
- Titus Popovici: Passacaglia – Tanár
- Jean Anouilh: A pacsirta – Cauchon
- Dorel Dorian: Ha egyszer megkérdeznek – Veniamin Roznivanu
- Lev Nyikolajevics Tolsztoj: Háború és béke – Az öreg herceg

## Színházi rendezései
- Géczy István: Mátyás király szerelme (1941)
- Szilágyi László: Erzsébet (1942)
- Lehár Ferenc: A víg özvegy (1942)
- Lehár Ferenc: Luxemburg grófja (1942)

## Díjai
- Érdemes művész (1958)
- A Román Népköztársaság érdemes művésze (1959)